# Kurunegala
Kurunegala (singalese කුරුණෑගල, tamil குருனகல்) è una città dello Sri Lanka situata nella Provincia Nord-Occidentale ed è capoluogo dell'omonimo distretto. Kurunegala è una piccola città con 30.315 ma nonostante ciò è la più popolata della provincia.
Nella città esiste un piccolo lago, il lago Kurunegala situato nel nord della città. Le lingue principali della città sono il tamil, il singalese e l'inglese.